# Okręg Gruyère
Gruyère (fr. District de la Gruyère, niem. Greyerzbezirk, frp. le dichtri de la Grevire) – okręg w Szwajcarii, w kantonie Fryburg. Siedziba okręgu znajduje się w mieście Bulle.
Okręg składa się z 25 gmin (Gemeinde) o powierzchni 489,84 km² i o liczbie mieszkańców 59 754.

## Gminy
1. Bas-Intyamon
2. Botterens
3. Broc
4. Bulle
5. Châtel-sur-Montsalvens
6. Corbières
7. Crésuz
8. Echarlens
9. Grandvillard
10. Gruyères (Greyerz)
11. Hauteville
12. Haut-Intyamon
13. Jaun (Bellegarde)
14. La Roche
15. Le Pâquier
16. Marsens
17. Morlon
18. Pont-en-Ogoz
19. Pont-la-Ville
20. Riaz
21. Sâles
22. Sorens
23. Val-de-Charmey
24. Vaulruz
25. Vuadens

## Zmiany administracyjne
- 1 stycznia 2001
  - przyłączenie gminy Vuippens do gminy Marsens
  - utworzenie gminy Sâles z gmin Maules, Romanens i Rueyres-Treyfayes
- 1 stycznia 2002
  - utworzenie gminy Haut-Intyamon z gmin Albeuve, Lessoc, Montbovon i Neirivue
- 1 stycznia 2003
  - utworzenie gminy Pont-en-Ogoz z gmin Avry-devant-Pont, Le Bry i Gumefens
- 1 stycznia 2004
  - utworzenie gminy Bas-Intyamon z gmin Enney, Estavannens i Villars-sous-Mont
- 1 stycznia 2006
  - przyłączenie gminy La Tour-de-Trême do miasta Bulle
  - przyłączenie gminy Villarbeney do gminy Botterens
- 1 stycznia 2011
  - przyłączenie gminy Villarvolard do gminy Corbières
- 1 stycznia 2014
  - utworzenie gminy Val-de-Charmey z gmin Cerniat i Charmey